# Євреї Берестя (музей)
Музей «Євреї Берестя» — музей, створений для збереження і дослідження історії та культури євреїв Берестя.

## Історія створення
Роботи розпочалися у 2009 році. Систематизацією матеріалів керувала рада вчених-істориків та активістів єврейської громади. Музей був відкритий 25 березня 2011 року на кошти спонсорів.

## Вистави та експозиції
Музей присвячений історії міської єврейської громади починаючи з 1920-х років. Представлено понад 120 експонатів, предмети єврейського побуту, раритетні молитовники, підручники, фрагменти стародавнього сувою Тори, архівні документи, фотографії, книги. Окремий розділ присвячений знаменитим уродженцям міста, зокрема — Менахему Бегіну.

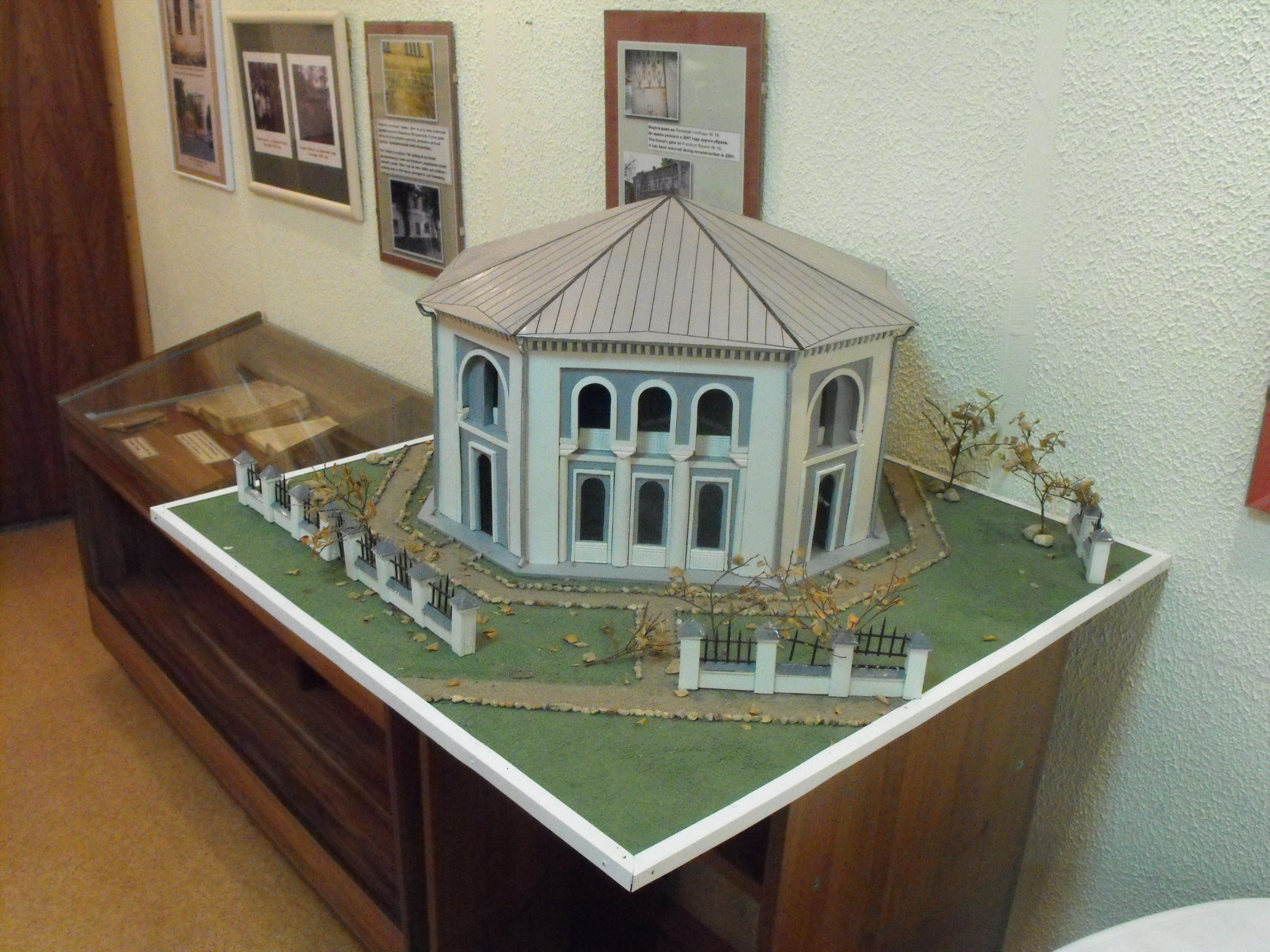
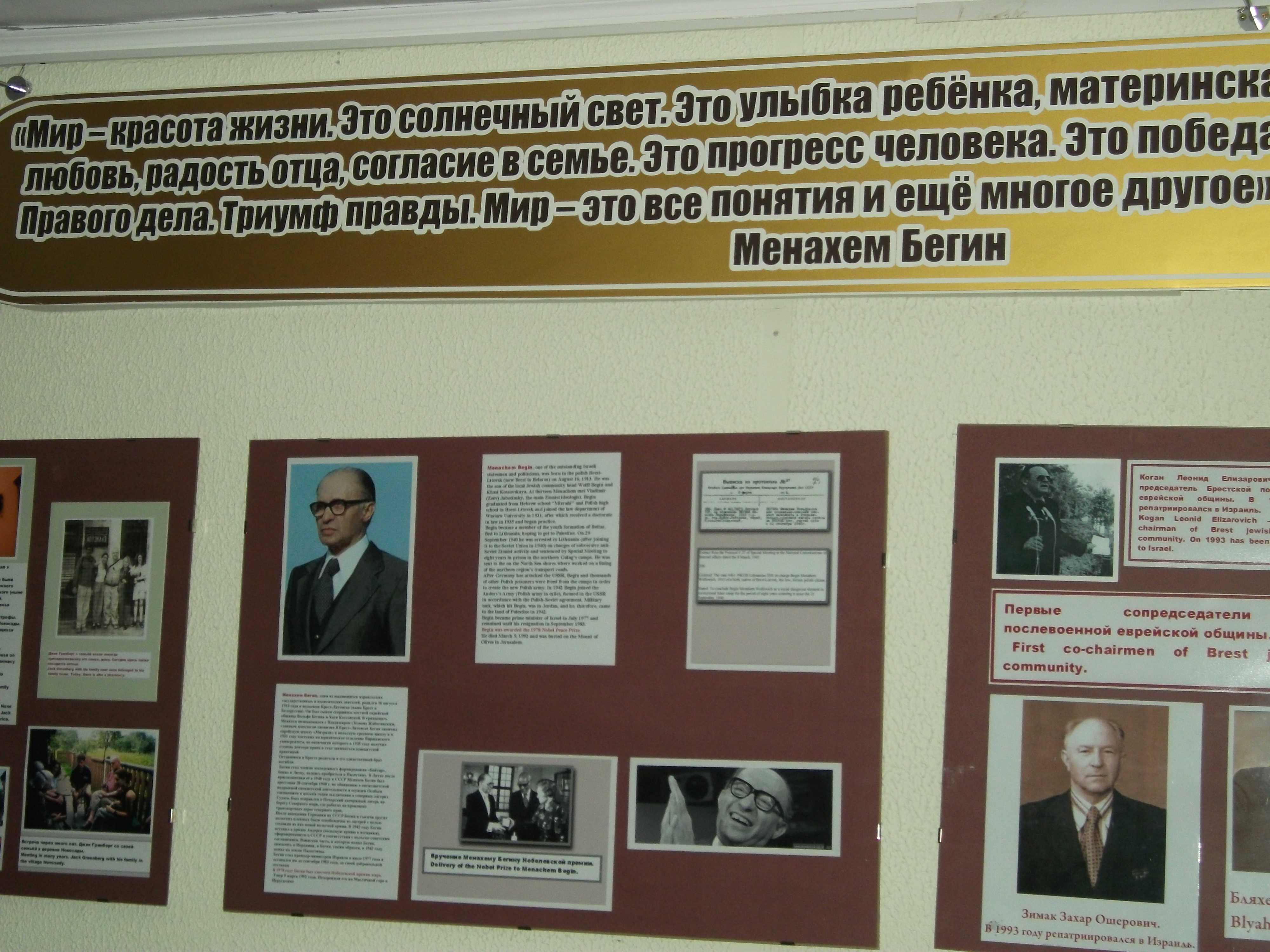
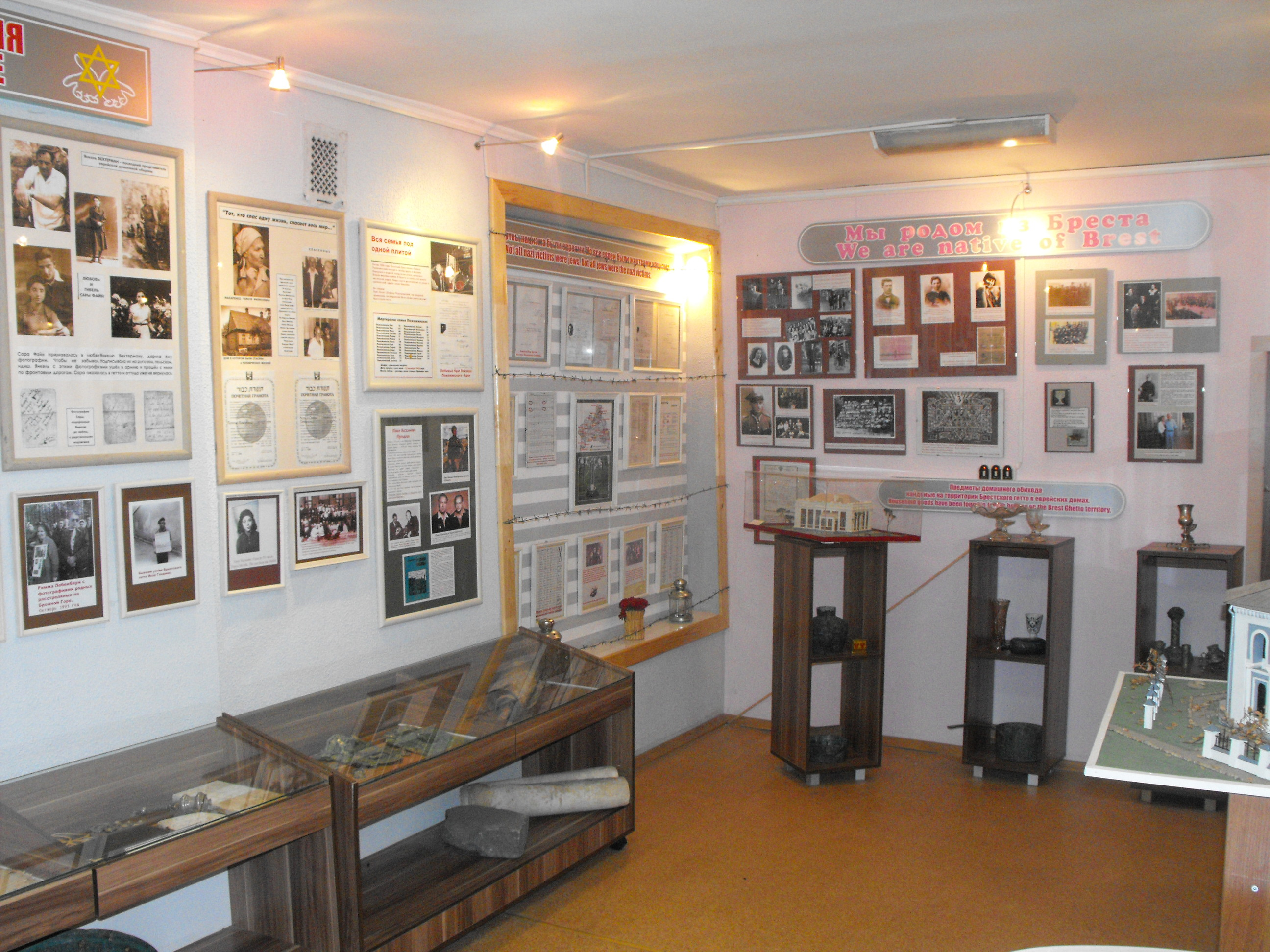
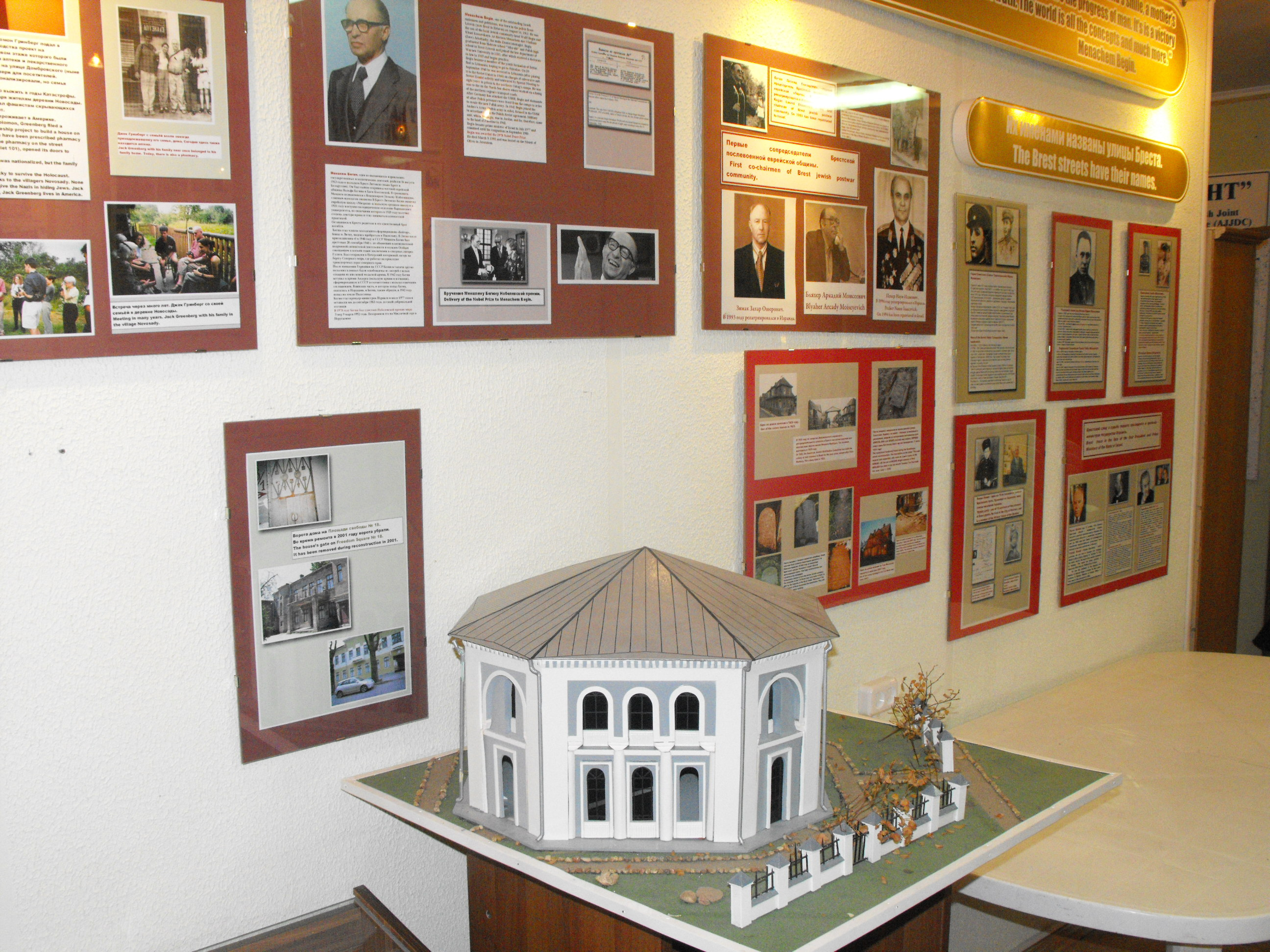